# Бісоке
Бісоке (руанд. Bisoke; фр. Visoke) — стратовулкан, що розташований на кордоні Руанди і Демократичної Республіки Конго. Це симетричний стратовулкан, вершина якого сягає 3711 метрів заввишки. Бісоке оточений 8 вулканічними конусами. У кратері вершини знаходиться озеро діаметром 450 м. Південно-західну і північно-східну сторони покривають вулканічні пагорби, що складаються з трахиандезітов. У північно-східній частині Бісоке розташовані шлакові конуси. Застиглі лави складаються з олівінів, лейцитів, базанітів і нефеленітів. 1 серпня 1957 року відбулася єдине виверження вулканічного конуса Мугого. В результаті цього, за 11 км від Бісоке, відбулося утворення двох 40-метрових вулканічних конусів. Це виверження тривало протягом 42 годин. Його супроводжували неодноразові землетруси. Лавові потоки пройшли на 1 кілометр від епіцентру виверження.